# 김강민 (바둑 기사)
김강민(金康旻, 1997년 5월 28일 ~ )은 대한민국의 바둑 기사이다.

## 약력
인천 출신으로 초등학교 1학년 때 방과후 교실을 통해 바둑에 입문했다. 인천 지니어스 바둑도장의 이현호 사범에게 바둑 지도를 받았고, 2013년 인천 지역 연구생이 되었다. 2013과 2014년 한국중고바둑연맹회장배 고등부 갑조와 2015년 제14회 조남철국수배 전국학생바둑선수권대회 중고생부에서 준우승을 차지했고, 2015년 제16회 지역 연구생 입단대회를 통해 입단했다. 2020년 2단을 거쳐 2022년에 3단으로 승단했다.